# Jude Hofschneider
Jude Hofschneider (nacido el 12 de septiembre de 1966) es un político republicano estadounidense de la Mancomunidad de las Islas Marianas del Norte. Sirvió como el noveno teniente gobernador. Fue elevado automáticamente a este puesto el 20 de febrero de 2013, cuando el ex vicegobernador, Eloy S. Inos, asumió el gobierno.

## Vida personal
Hofschneider se graduó de Reynolds High School en 1988. Su trabajo inicial en el servicio civil fue como coordinador de conservación de suelos y aguas. Luego recibió un título de asociado de la Universidad de las Marianas del Norte en 1996. Hofschneider luego se desempeñó como especialista ambiental en el Departamento de Obras Públicas de Tinian, y más tarde como subdirector de esa agencia. Continuó su educación en línea a través de la Universidad de Wisconsin – Madison y la Universidad de Phoenix.

## Carrera política

### Oficina Municipal
En 2004, Hofschneider fue elegido para el Consejo Municipal de Tinián y Aguiján. Sirvió durante dos años en la Asociación de Alcaldes y Consejeros Municipales de las Islas Marianas (AMIM).

### Legislatura de la Mancomunidad
En 2006, Hofschneider ganó las elecciones a la Legislatura de la Mancomunidad de las Islas Marianas del Norte como senador. En sus siete años sirviendo con ese cuerpo, actuó en una variedad de roles. De 2010 a 2013 fue vicepresidente del Senado. En enero de 2013, ganó las elecciones para la presidencia del Senado.

### Teniente Gobernador
Hofschneider asumió el cargo de teniente gobernador en febrero de 2013. Se desempeñó como gobernador interino mientras el gobernador estaba fuera de la comunidad. Su mandato terminó en 2015.